# Пилорама
Пилорама — деревообрабатывающий станок, предназначенный для продольной распиловки брёвен и брусьев различных пород древесины на пиломатериалы.

## История
Первые пилы появились в Бронзовом веке. В начале I тысячелетия до н. э. в Финикии была изобретена двуручная пила, благодаря которой стала возможна выработка бруса, использовавшегося в кораблестроении. Чуть позже для привода пилы в движение догадались использовать водяное колесо, эта конструкция была основной вплоть до изобретения парового двигателя.
Первая лесопилка в России появилась в 1690 году, когда по приказу Петра Первого купец Осип Баженин поставил под Архангельском первую в России «пильную мельницу с немецкого образца». Продольное пиление древесины вошло в широкий обиход русских сравнительно поздно: так, лучковая пила появилась только в XIX веке.

## Разновидности

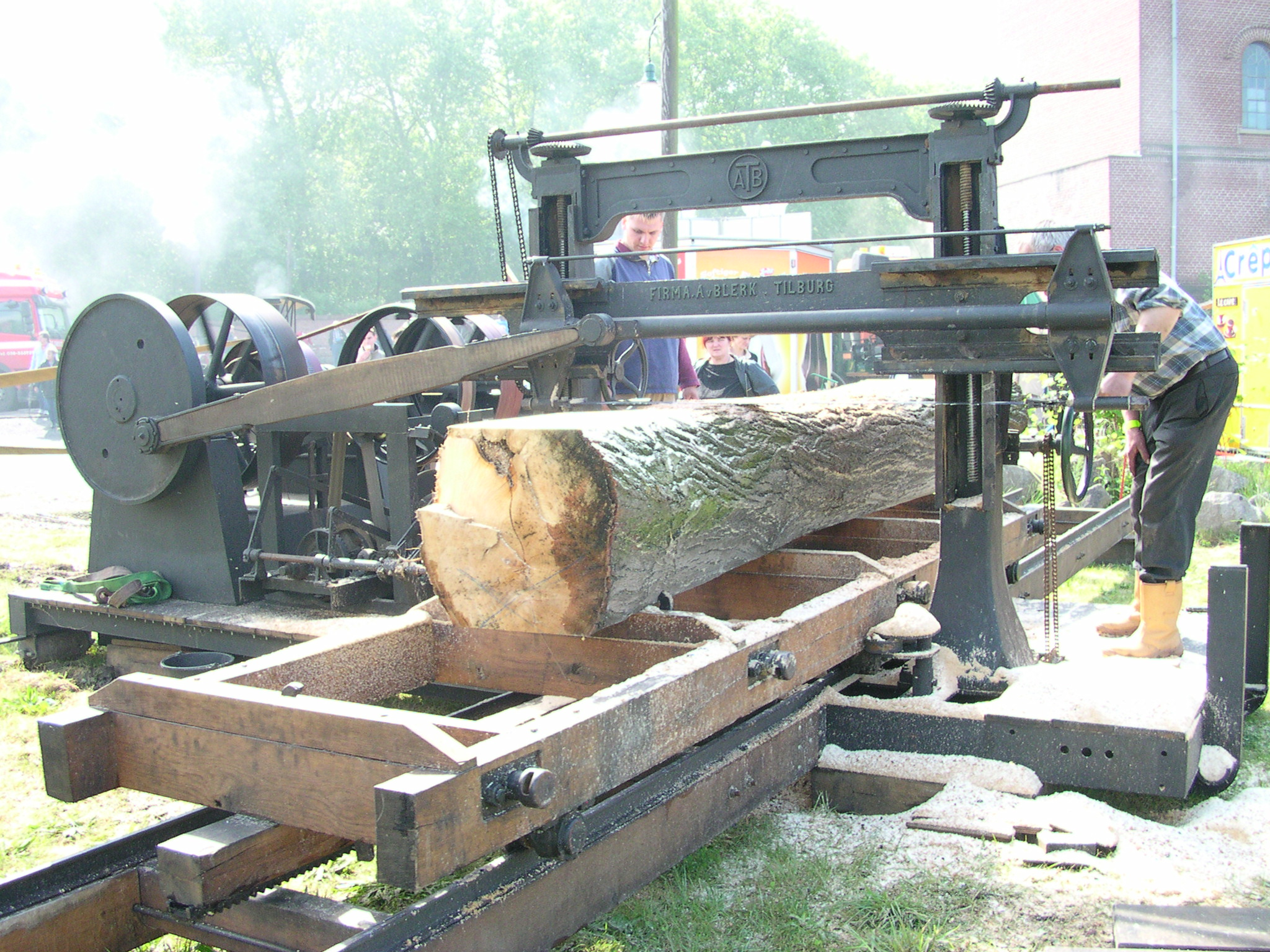
Старинная паровая горизонтальная пилорама

К нынешнему дню применяются пилорамы следующих основных типов:

#### Рамная пилорама
Распиловка осуществляется пилами, собранными (как правило, вертикально) в постав и закреплёнными в пильной рамке с возвратно-поступательным перемещением пильной рамки по направляющим.
Выделяют рамы специального назначения:
- горизонтальные рамы — перемещение пильной рамки происходит в горизонтальном направлении (подходят для распила брёвен ценных пород и для выпиливания ванчесов в фанерном производстве);
- коротышевые рамы — предназначены для распиловки коротких бревен и брусьев[4].
- тарные рамы — используются для распила небольших брусьев на тарную дощечку, заготовки для деревянных лыж. Отличительными особенностями таких рам являются малый ход и небольшая высота пильной рамки[5];
- передвижные рамы — подходят для временных цехов (возможна транспортировка без демонтажа)[6].

К достоинствам маховых пилорам относится высокое качество получаемого пиломатериала, большая производительность труда. К недостаткам относится массивность конструкции, высокое энергопотребление, необходимость квалифицированного обслуживания. Поэтому в настоящий момент маховые пилорамы массово вытесняются дисковыми и ленточными пилорамами.